# Rapasaari (ö i Södra Savolax, Nyslott, lat 62,40, long 28,72)
Rapasaari är en ö i Finland.   Den ligger i kommunen Heinävesi i den ekonomiska regionen  Nyslotts ekonomiska region  och landskapet Södra Savolax, i den sydöstra delen av landet, 300 km nordost om huvudstaden Helsingfors.